# Scopula natalica
Scopula natalica är en fjärilsart som beskrevs av Butler 1875. Scopula natalica ingår i släktet Scopula och familjen mätare. Inga underarter finns listade.

## Bildgalleri

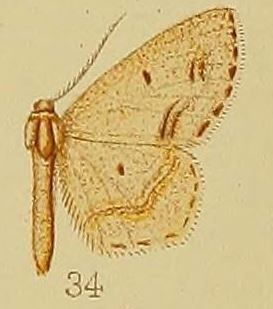